# C/2007 E2
C/2007 E2 (Лавџој) је непериодична комета коју је открио Тери Лавџој, астроном аматер из Бризбејна, Аустралија, 15. марта 2007. године. Комета је била у перихелу 27. марта 2007. године.
У перигеју је била 25. априла 2007. у сазвежђу Херкул на раздаљини од 0,44 астрономских јединица. Максимална привидна магнитуда била је око +8.
Комета је откривена уз помоћ фото-апарата модификованог за астрофотографију "Canon EOS 350D".